# Martin Bremer (Fußballspieler)
Martin Bremer (* 11. Mai 1954) ist ein ehemaliger deutscher Fußballspieler auf Positionen im offensiven Mittelfeld.
Zu seiner aktiven Zeit hatte er in Saison 1978/79 drei Einsätze für SV Darmstadt 98 in der Fußball-Bundesliga, danach spielte er bis 1981 in der zweiten Bundesliga für den SV Waldhof Mannheim und den FSV Frankfurt.
Vom 11. bis 16. Oktober 1996 war er nach der Entlassung von Max Reichenberger Interimstrainer des Regionalligisten Darmstadt 98.
Heute arbeitet er als hauptamtliche Lehrkraft im Hochschulsportzentrum der Technischen Universität Darmstadt. Bremer ist geschieden, hat zwei Kinder und lebt in Mühltal.